# Dörfel (Marienberg)
Dörfel ist ein Gemeindeteil der sächsischen Stadt Marienberg im Erzgebirgskreis.

## Geografie
Dörfel liegt etwa einen Kilometer südöstlich von Marienberg. Der bauliche Übergang zwischen Marienberg und Dörfel ist heute nahezu fließend, zwischen beiden Orten verläuft der Schlettenbach.
Nachbarorte von Dörfel sind Lauterbach im Norden, Hüttengrund im Nordosten, Pobershau und Gebirge im Osten und Südosten sowie Gelobtland im Süden.

## Geschichte
Die Ansiedlung Dörfel entstand in unmittelbarer Umgebung eines Vorwerks. 1834 gehörte es unter das Amt Wolkenstein. Für 1875 sind 194 Einwohner ausgewiesen, Dörfel ist nach Marienberg gepfarrt.

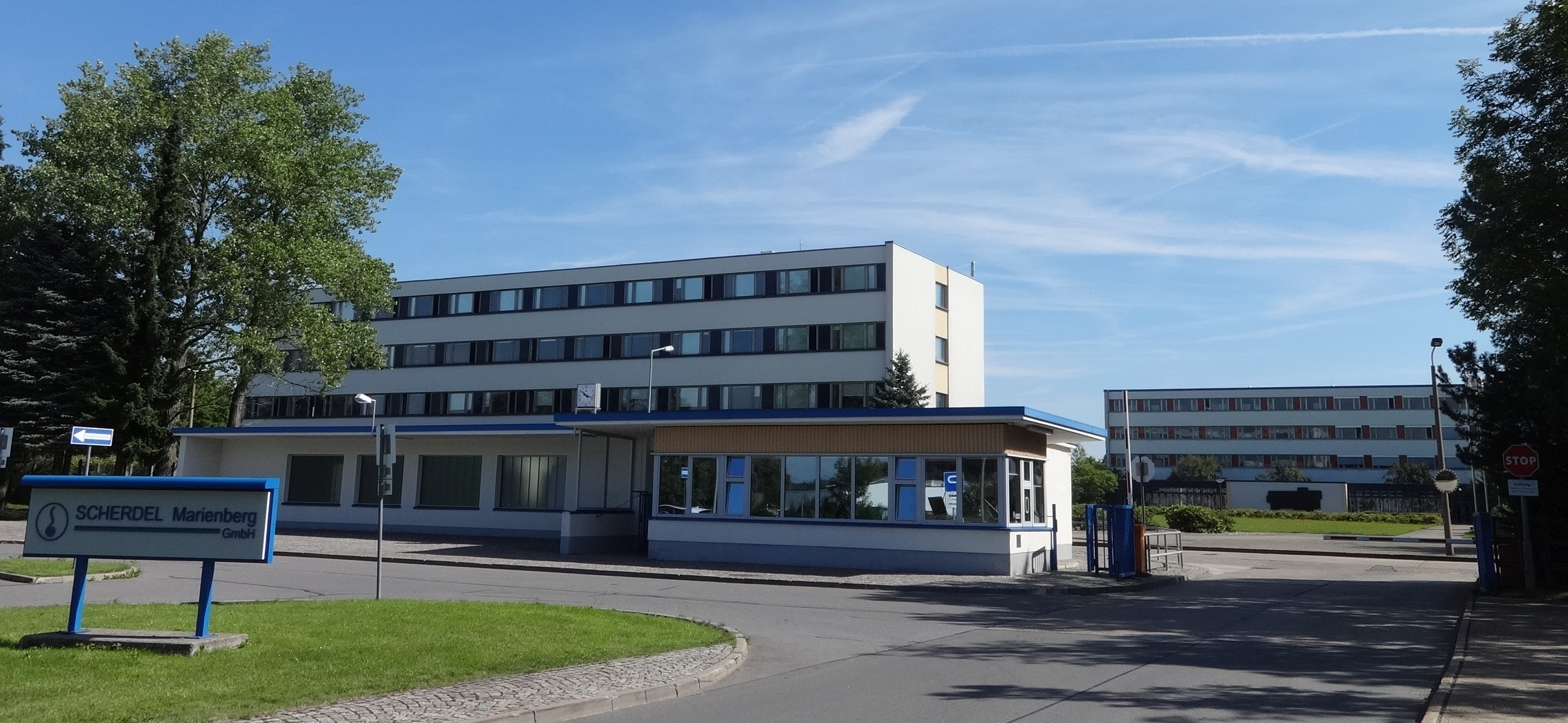
Ehemaliges Federnwerk, heute Scherdel

1970 wurde östlich von Dörfel der Grundstein für das „VEB Federnwerk Marienberg“ gelegt, dem damals größten Arbeitgeber der Stadt Marienberg. 1972 wurde der 1. Bauabschnitt fertiggestellt und die Produktion aufgenommen, 1974 war der Bau fertiggestellt. Zu DDR-Zeiten waren hier etwa 1500 Werktätige beschäftigt. Vor 1990 bestimmten kaltgeformte technische Federn, Polsterfedern und Sicherungselemente das Produktionssegment. Das Bau- und Projektteam erhielt für die Gestaltung und Einordnung der Werksanlagen in die Landschaft den DDR-Architekturpreis.
Nach 1990 entwickelte sich in unmittelbarer Nähe des nunmehr als „Federnwerke Marienberg GmbH“ firmierenden Unternehmens das etwa 30 ha umfassende Gewerbegebiet „Am Federnwerk“. Derzeit gehört die Federnwerke Marienberg GmbH als deren größter Betrieb zur Scherdel-Gruppe. Das Werk produziert mit ca. 550 Beschäftigten hauptsächlich Komponenten für die Automobilindustrie, wie technische Federn, Stanz- und Biegeteile.